# Сохибкорон
Сохибкорон (тадж. Соҳибкорон, до 2008 года — Чапаев) — село в районе Рудаки Республики Таджикистан. Входит в состав джамоата (сельской общины) Россия района Рудаки.
Находится недалеко от г. Душанбе, на расстоянии 18 км от райцентра (пгт. Сомониён) и 1 км от центра общины (село Куштеппа).
Население — 2554 чел. (2017).